# Ded Moroz. Bitva Magov
Pour plus de détails, voir Fiche technique et Distribution.
Ded Moroz. Bitva Magov (Дед Мороз. Битва Магов ; littéralement « Ded Moroz. La Bataille des mages ») est un film russe de fantasy réalisé par Aleksandr Voïtinski, sorti en 2016.
En France, il est connu sous le nom de Wizards of the North - The First Battle ou encore Wizards Kingdom lors de sa diffusion sur TF1-Séries-Films le 27 décembre 2021.

## Synopsis
Des monstres volants que la jeune Masha a vus dans des visions l'attaquent soudainement, ainsi qu'un groupe de jeunes magiciens. Un inconnu la sauve à la dernière minute....

## Distribution
- Taïssia Vilkova (ru) (VF : Camille Gondard) : Macha
- Marta Timofeïeva : Macha enfant
- Fiodor Bondartchouk (VF : Féodor Atkine): Ded Moroz / Miran Morozov (Frost)
- Alexeï Kravtchenko (VF : Jérôme Keen): Karatchoun
- Egor Beroïev (VF : Stéphane Pouplard) : père de Macha
- Ksenia Alfiorova (ru) (VF : Sophie Planet) : mère de Macha
- Sergueï Badiouk (ru) : Goodwill
- Irina Antonenko : Lina
- Igor Tchekhov (VF : Simon Herlin) : Ilya
- Filipp Gorenstein : Max
- Vladimir Gostioukhine : Vitaly Semenovitch
- Svetlana Permiakova (ru) (VF : Daria Levannier) : Baba Liouba
- Yan Tsapnik (ru) : participant à la vente aux enchères
- Anastasia Zenkovitch (VF : Karine Foviau) : Assia Raïevskaïa
- Taras Glouchakov : Stiopa
- Maxime Pinsker : Père Noël
- Oleg Volku : Papa Noël
- Maxime Karouchev : Karatchoun enfant
- Viktor Mioutnikov : l'oncle na Nollaig
- Evgueni Sarantchev : Ehee Dyshl
- Dmitri Sitokhine : Khyzyr Ilyas
- Timour Kocheliov : Yolu Pukki
- Elina Soudyna : Irina
- Diana Pojarskaïa : Elvira
- Piotr Kovrijnykh : Oleg
- Ahmed Karimov : serveur
- Ivan Kravtchenko : barman
- Efim Petrounine : magicien Culinar
- Nikita Volkov (VF : Aurélien Raynal) : Nikita

Portraits des acteurs principaux.
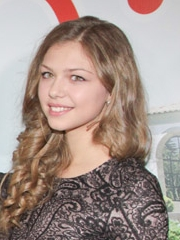
Taïssia Vilkova (ru) en 2013.
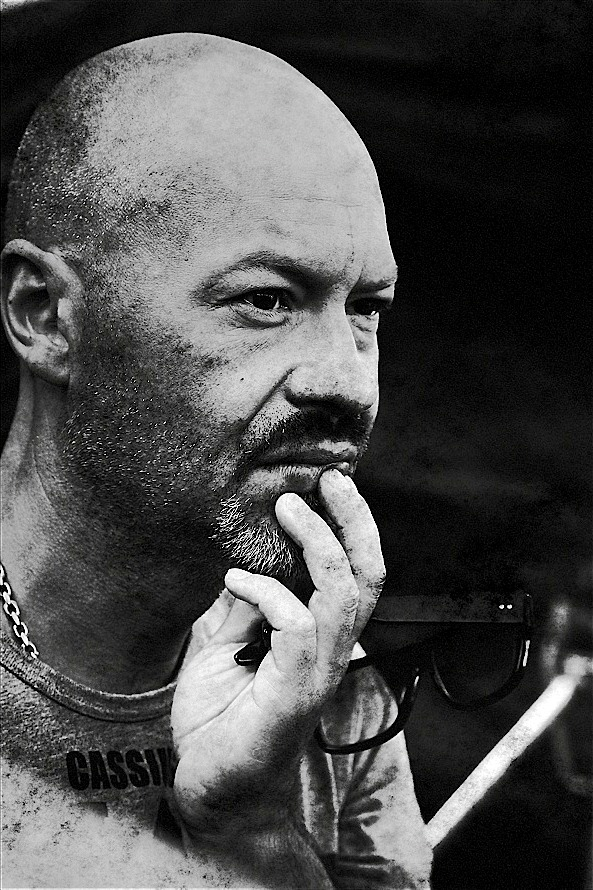
Fiodor Bondartchouk en 2012.
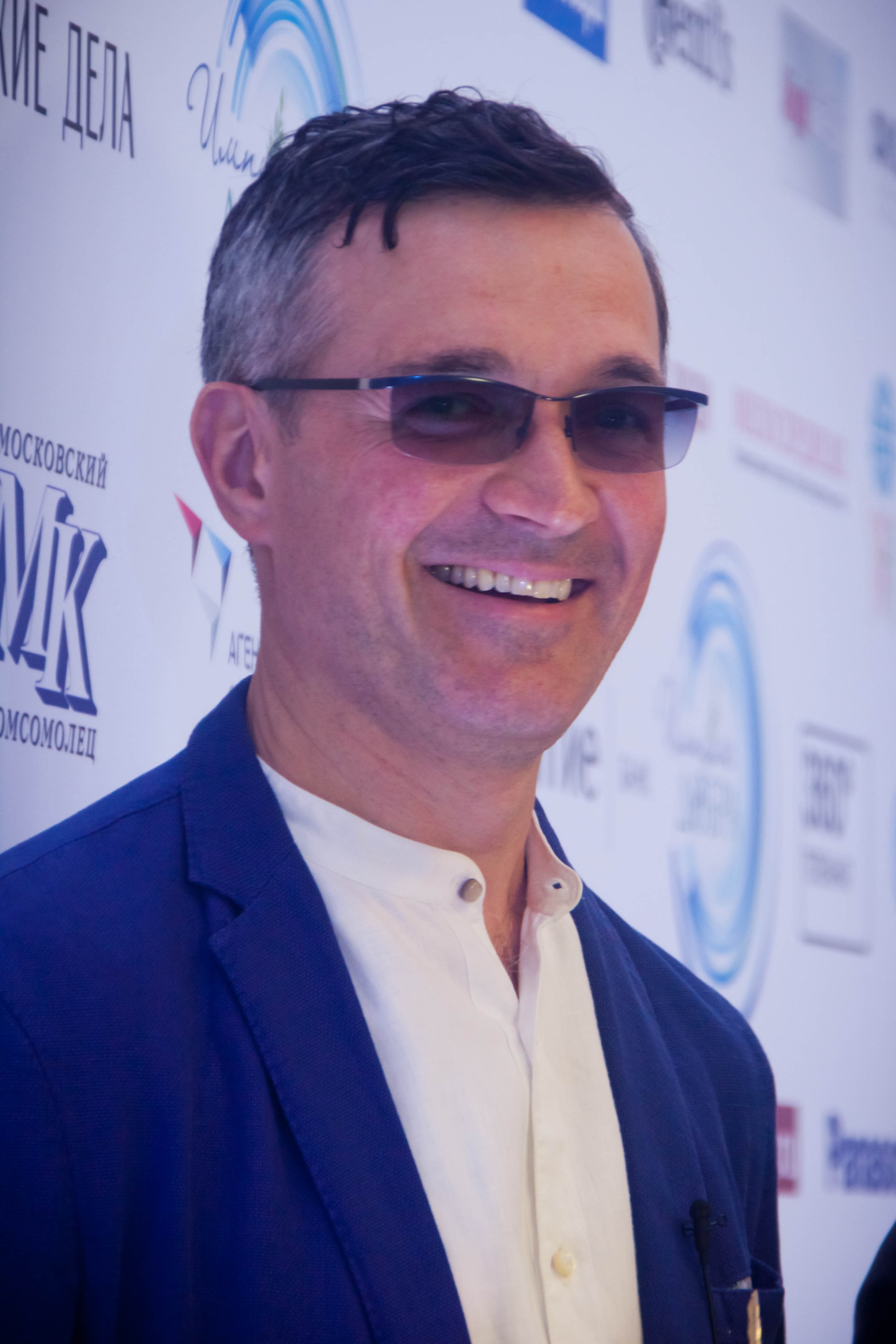
Egor Beroïev en 2017.
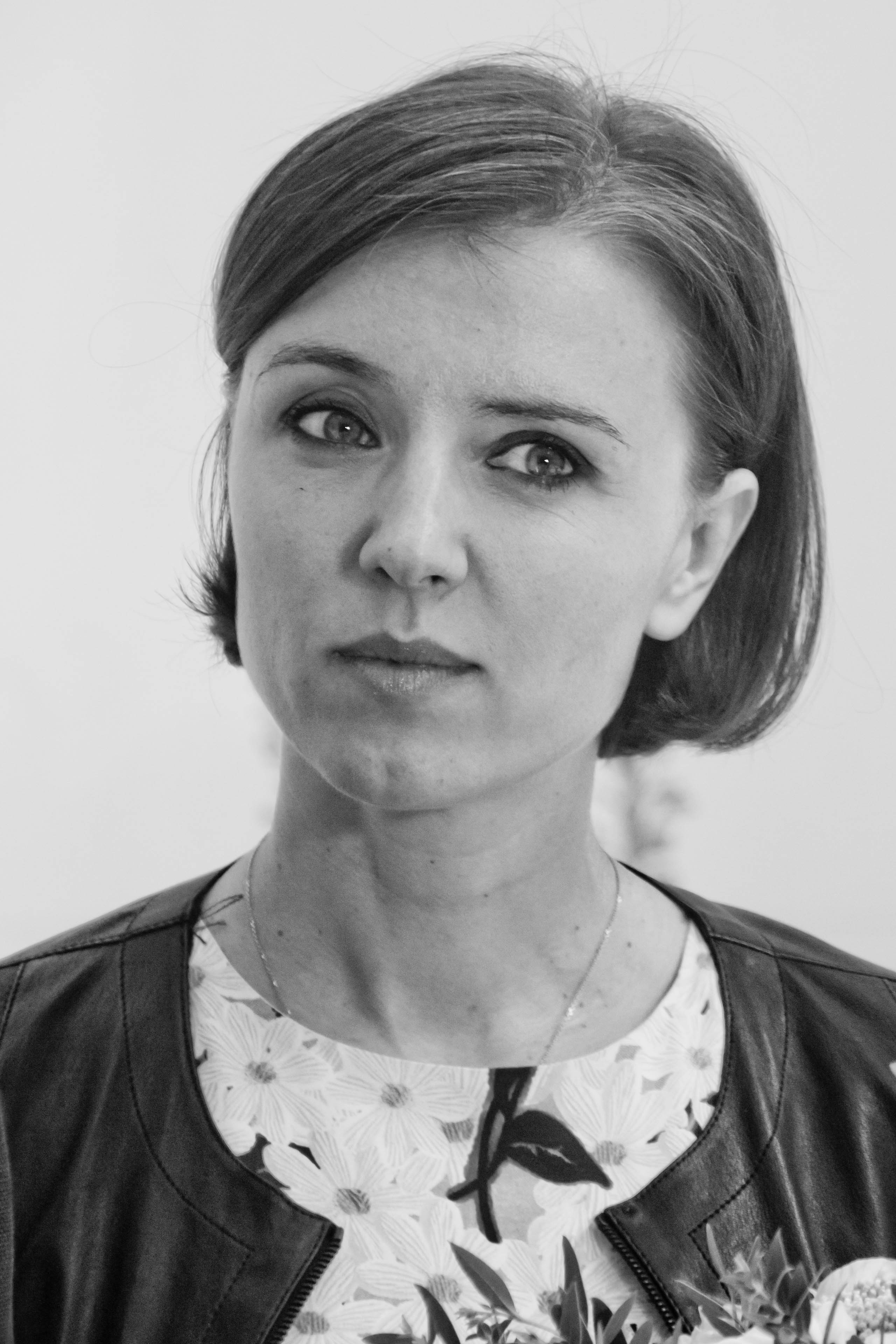
Ksenia Alfiorova (ru) en 2017.
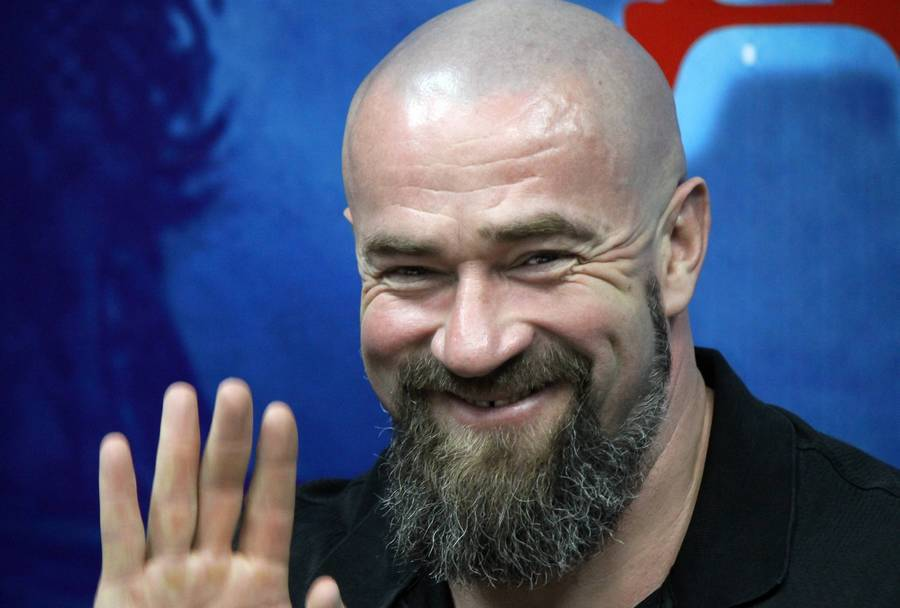
Sergueï Badiouk (ru) en 2012.
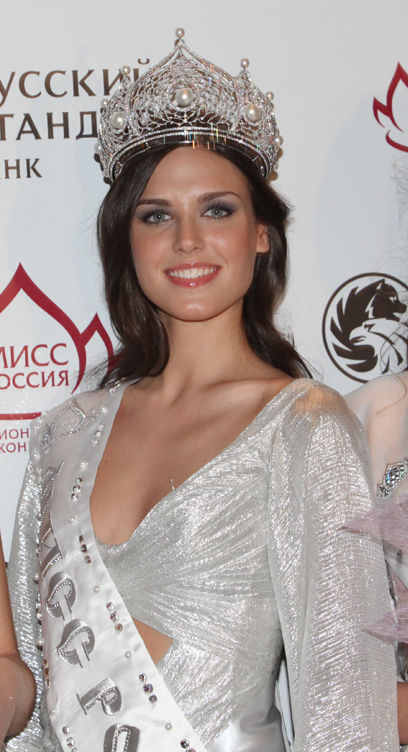
Irina Antonenko en 2010, sacrée Miss Russie.

## Fiche technique
Sauf indication contraire, les informations mentionnées dans cette section peuvent être confirmées par la base de données cinématographiques IMDb,  présente dans la section « Liens externes ».
- Titre original : Ded Moroz. Bitva Magov
- Titre original non latin : Дед Мороз. Битва Магов
- Réalisation : Aleksandr Voïtinski
- Scénario : Aleksandr Voïtinski, Lev Karasev, Lev Murzenko
- Musique : Dmitriy Selipanov[2]
- Costume : Oksana Shevchenko
- Production : Lev Karasev, Georgiy Malkov, Vladimir Polyakove, Aleksandr Voytinskiy et Aleksandr Yermolov
  - Production exécutive : Anastasiya Akopyan et Daniil Makhort
- Sociétés de production : Renovatio Entertainment et Angel[2]
- Société de distribution : 20th Century Fox[3]
- Pays :  Russie
- Langue : russe
- Genre : action, aventure, fantasy
- Durée : 117 minutes
- Dates de sortie :
  -  Russie : 24 décembre 2016

## Production
Le scénario de Ded Moroz. Bitva Magov est inspiré par le roman Korporatsiya Deda Moroza de l'écrivaine russe Anna Berbenitskaya. Au total, il faut trois ans à l'équipe scénaristique pour développer l'histoire du film.

### Tournage
Le tournage du film prend fin en mai 2016 à Moscou.

## Accueil

### Accueil critique
Ded Moroz. Bitva Magov est reçu négativement par les critiques russes ; sur douze critiques, le site web Kritikanstvo établit une moyenne de 36 sur 100.
Pour Aleksej Litovchenko de la Rossiskaïa Gazeta, le film, aux mauvais effets spéciaux, propose un scénario « banal » et médiocre, mais surtout « souffrant de tous les troubles mentaux existants ». Il conclut sa critique en conseillant aux parents qui veulent éduquer leurs enfants avec « bon goût » de ne jamais leur montrer ce film. Film.ru et Metronews blâment aussi le scénario, le jugeant trop complexe. Film.ru précise que seuls quelques moments comiques et romantiques du film « peuvent être qualifiés de vraiment réussis », et que Ded Moroz. Bitva Magov aurait été meilleur s'il n'avait pas voulu plaire « à tous les spectateurs à la fois ». Les effets spéciaux sont critiqués comme peu convaincants.

### Box-office
Le box-office international de Ded Moroz. Bitva Magov est de 2 566 594 dollars américains. Durant son premier week-end en Russie, du 24 au 25 décembre 2016, il est diffusé dans 1 055 salles et attire 109 185 spectateurs. Dans une seconde période, du 26 décembre au 1er janvier 2017, il est visionné par 128 521 personnes. Du 5 au 8 janvier, il attire 106 349 spectateurs dans 900 salles puis 11 757 dans 96 salles du 12 au 15 du même mois.